# Evaluator (HSIN)
Evaluator Hrvatskog saveza informatičara koristi se na Hrvatskoj informatičkoj olimpijadi, Hrvatskom otvorenom natjecanju u informatici, Juniorskoj hrvatskoj informatičkoj olimpijadi te drugim natjecanjima i olimpijadama.
Natjecatelj rješava zadatak na svom računalu te rješenje šalje na evaluator.

## Povijest
Značajno, evaluator se koristio na Međunarodnoj informatičkoj olimpijadi 2007.
Od 2004. do 2005. evaluator su razvijali Davor Bonači i Luka Kalinovčić, 2006. evaluator je razvijao Lovro Pužar, a iduće dvije godine evaluator su razvijali Goran Horak, Marko Ivanković i Tomislav Novak.

## Značajke
Evaluator se nalazi na operacijskom sustavu Linux. Na izvanmrežnim natjecanjima, preko evaluatora natjecatelj ima pristup pisaču. Natjecatelj može testirati svoja rješenja u evaluatorskom okruženju koristeći sučelje za testiranje. Postoji i sustav za postavljanje upita, odnosno zahtjeva za pojašnjenje određenih elemenata zadataka. Ako znanstveno povjerenstvo odluči svima najaviti pojašnjenje nekog zadatka, može poslati obavijest svim natjecateljima.
Evaluator podržava programske jezike Java, Python 2, Python 3, Pascal, C i C++. Ako evaluator podržava inačicu C++-a noviju od C++99, natjecatelj ju može koristiti i pomoću padajućeg izbornika označiti u kojem programskom jeziku je riješio zadatak.
Postoji mogućnost natjecanja s punim povratnim informacijama (engl. full feedback) koje natjecatelju daje broj bodova i uvid u sve test podatke tijekom natjecanja.